# Służba uzbrojenia (II RP)
Służba uzbrojenia – służba administracyjna Wojska Polskiego II RP wyspecjalizowana w zaopatrywaniu Sił Zbrojnych we wszelkiego rodzaju broń, amunicję, środki gazowe, sprzęt uzbrojenia i środki ich konserwacji.

## Zadania
- zaopatrzenie sił zbrojnych w sprzęt uzbrojenia, broń, amunicję i materiały walki oraz środki ich konserwacji;
- naprawa i remont;
- przeprowadzanie badań mających na celu ulepszenia w dziedzinie uzbrojenia;
- fachowy nadzór nad utrzymaniem sprzętu uzbrojenia w formacjach wojskowych.

Do wypełnienia swych zadań, służba uzbrojenia posiadała specjalistyczny personel i budżet, wydzielony z ogólnego budżetu wojska oraz wydzielone zakłady.
Poza właściwym personelem służby uzbrojenia w skład wchodzili również oficerowie innych specjalności.
Personelem kierującym, z punktu widzenia administracji, byli (poza ministrem spraw wojskowych względnie szefem departamentu artylerii i służby uzbrojenia) szefowie służb uzbrojenia okręgów korpusów, będący równocześnie szefami artylerii okręgów korpusów.

## Organy centralne
Ogólne kierownictwo sprawował minister spraw wojskowych, którego doradcą w tej dziedzinie był szef Departamentu Artylerii i Służby Uzbrojenia.
Do organów tych należały również centralne zakłady służby uzbrojenia.
Większość zakładów należała do kategorii "centralnych zakładów służby uzbrojenia", celem zapewnienia jak największej skuteczności działania tej służby w czasie wojny. Zakłady te podzielone były na 3 kategorie.
- typ I (zbrojownie i kadry warsztatów amunicyjnych)
- typ II (centralne składy broni i centralne zakłady amunicji oraz Centralny Zakład Gazowy Nr 1 w Zegrzu i Centralny Zakład Gazowy Nr 2 w Krakowie)
- typ III (Centralna Szkoła Zbrojmistrzów w Warszawie, Centralna Szkoła Gazowa w Warszawie)

Zadania zbrojowni:
- Wyrób nieskomplikowanych przedmiotów i części zapasowych broni.
- Wykonywanie napraw sprzętu artyleryjskiego oraz broni, które nie mogły być naprawione w oddziałach wojskowych.
- Montaż broni, wytwarzanej w wytwórniach krajowych lub zagranicznych.
- Rozdzielanie materiałów uzbrojenia według instrukcji ministra (szefów artylerii i uzbrojenia okręgów korpusów).

Istniały dwa typy zbrojowni:
- duży, wyposażony w urządzenia do robót wymagających wysokiego stopnia zaawansowania (warsztaty hamulcowe i optyczne),
- mniejszy, składający się jedynie z warsztatów (artyleryjskich, rusznikarskich i mechanicznych).

Każda zbrojownia posiadała swój numer.
Do zakresu działania Zbrojowni Nr 2 w Warszawie należało również prowadzenie badań i doświadczeń w dziedzinie uzbrojenia oraz ekspertyzy przy odbieraniu uzbrojenia.
W tym celu przy zbrojowni istniały:
- komisja doświadczalna,
- laboratorium chemiczno-metalurgiczne,
- laboratorium mechaniczne,
- personel odbiorców uzbrojenia.

Na etacie Zbrojowni Nr. 4 - Kraków, znajdował się personel przeznaczony do potrzeb przemysłu wojennego, którego zadaniem był nadzór i kontrola nad państwowymi i prywatnymi wytwórniami sprzętu uzbrojenia.
Zadaniem kadry warsztatów amunicyjnych był montaż poszczególnych części amunicji, wytwarzanych w odpowiednich wytwórniach oraz rozładowywanie amunicji nieużytecznej. Wytwarzano również proste części amunicji.
Centralne składy broni - ich zadaniem było przechowywanie, magazynowanie i konserwacja zapasów centralnych broni wszystkich typów oraz dokonywanie jej rozdziału, według odnośnych rozkazów i instrukcji.
Centralne zakłady amunicji - ich zadaniem magazynowanie, przechowywanie i konserwowanie centralnych zapasów amunicji i materiałów wybuchowych oraz dokonywanie ich rozdziału.
Centralna Szkoła Gazowa w Warszawie szkoliła w zakresie obrony gazowej, personel instruktorski sił zbrojnych (oficerów i szeregowych) oraz prowadziła badania teoretyczne i praktyczne w dziedzinie gazoznawstwa.

## Służba uzbrojenia w okręgach korpusów
Szefowie artylerii i służby uzbrojenia okręgów korpusów
Szefowi artylerii i uzbrojenia podlegały:
- kredyty budżetowe, przekazane przez ministra spraw wojskowych,
- personel, stanowiący szefostwo artylerii i służby uzbrojenia okręgu korpusu,
- Okręgowy Zakład Uzbrojenia,
- filie Okręgowych Zakładów Uzbrojenia (jeżeli istniały).

Okręgowy Zakład Uzbrojenia
W każdym okręgu korpusu istniał zakład służby uzbrojenia, podlegający bezpośrednio szefowi artylerii i służby uzbrojenia okręgu korpusu, oznaczony rzymską cyfrą, odpowiadającą numeracji danego okręgu korpusu.
Filie okręgowych zakładów uzbrojenia
Zależnie od warunków lokalnych, wyłącznie na terytorium odnośnego okręgu korpusu, mogły być tworzone filie danego okręgowego zakładu uzbrojenia.
Nie posiadały one osobnego etatu. Całkowitą ich obsadę personalną dostarczał odnośny okręgowy zakład uzbrojenia ze swego etatu.
Utworzenie i zlikwidowanie filii okręgowego zakładu uzbrojenia zależało od decyzji ministra spraw wojskowych, na wniosek dowódcy okręgu korpusu.

## Służba uzbrojenia w formacjach wojskowych
Służbę uzbrojenia w formacjach wojskowych pełnili:
- oficerowie broni,
- zbrojmistrze (chorążowie służby uzbrojenia),
- rusznikarze i puszkarze (majstrzy wojskowi służby uzbrojenia),
- pomocnicy rusznikarscy i puszkarscy,
- podoficerowie broni (w pododdziałach, kompaniach, szwadronach itp.).

Oficerowie broni, pomocnicy rusznikarscy i puszkarscy oraz podoficerowie broni należeli do personelu funkcyjnego w służbie uzbrojenia danej formacji wojskowej.
Zbrojmistrze, rusznikarze i puszkarze należeli do personelu służby uzbrojenia.
Oficer broni (wzgl. zbrojmistrz) był referentem dowódcy formacji w sprawach broni, amunicji i materiałów walki gazowej, odpowiedzialnym przed nim za utrzymanie uzbrojenia w należytym stanie.
Rusznikarze (puszkarze), wraz ze swymi pomocnikami byli organami wykonawczymi oficera broni (zbrojmistrza) i wykonywali drobne naprawy broni i sprzętu uzbrojenia.
Podoficerowie broni byli organami dowódcy odnośnej kompanii czy szwadronu i prowadzili ewidencję materiałów uzbrojenia w danym pododdziale.

## Dyslokacja zakładów służby uzbrojenia
Zakłady stałe
- Zbrojownia Nr 1 - Brześć n. B -DOK IX
- Zbrojownia Nr 2 - Warszawa - DOK I
- Zbrojownia Nr 3 - Poznań - DOK VII
- Zbrojownia Nr 4 - Kraków - DOK V
- Zbrojownia Nr 5 - Przemyśl - DOK X
- Kadra Warsztatów Amunicyjnych Nr 1 - Warszawa - DOK I
- Kadra Warsztatów Amunicyjnych Nr 2 - Toruń - DOK VIII
- Kadra Warsztatów Amunicyjnych Nr 3 - Kraków („Przemyśl" w Krakowie) - DOK V
- Kadra Warsztatów Amunicyjnych Nr 4 - Poznań („Kielce" w Poznaniu)	- DOK VII
- Centralne Składy Broni Nr 1 - Warszawa—Cytadela - DOK I (w listopadzie 1920 roku Zarząd Składów Art. m. st. Warszawy został przemianowany na Centralny Skład Uzbrojenia w Warszawie, którego dowództwo mieściło się w budynku nr 4 Cytadeli[2])
- Centralne Składy Broni Nr 2 - Kraków - DOK V
- Centralne Składy Amunicji Nr 1 - Warszawa—Modlin - DOK I
- Centralne Składy Amunicji Nr 2 - Dęblin - DOK I
- Centralne Składy Amunicji Nr 3 - Spała - DOK I
- Centralne Składy Amunicji Nr 4	- Kraków	- DOK V
- Centralne Składy Amunicji Nr 5 - Przemyśl	- DOK X
- Centralny Zakład Gazowy Nr 1 - Zegrze	- DOK I
- Centralna Szkoła Zbrojmistrzów - Warszawa - DOK I
- Centralna Szkoła Gazowa - Warszawa - DOK I
- Okręgowy Zakład Uzbrojenia Nr I	- Warszawa - DOK I
- Okręgowy Zakład Uzbrojenia Nr II - Lublin (filia Kowel) - DOK II
- Okręgowy Zakład Uzbrojenia Nr III - Grodno (filia Wilno i Lida) - DOK III
- Okręgowy Zakład Uzbrojenia Nr IV - Łódź - DOK IV
- Okręgowy Zakład Uzbrojenia Nr V	- Kraków - DOK V
- Okręgowy Zakład Uzbrojenia Nr VI - Lwów - DOK VI
- Okręgowy Zakład Uzbrojenia Nr VII - Poznań - DOK VII
- Okręgowy Zakład Uzbrojenia Nr VIII - Toruń _ DOK VIII
- Okręgowy Zakład Uzbrojenia Nr IX - Brześć n. B. - DOK IX
- Okręgowy Zakład Uzbrojenia Nr X	- Przemyśl - DOK X.

Zakłady przejściowe
- Wytwórnia Zapalników - Warszawa - DOK I
- Laboratorium Kapsli i Kapiszonów - Warszawa-Cytadela - DOK I
- Wytwórnia Kapsli i Kapiszonów - Toruń - DOK VIII
- Warsztaty Amunicyjne Nr 1 - Rudnik nad Sanem - DOK X
- Warsztaty Amunicyjne Nr 2 - Dęblin DOK I
- Przetwórnia Materiałów Wybuchowych - Bydgoszcz - DOK VIII
- Centralna Kadra Warsztatów Reperacyjnych Materiałów Artylerii Francuskiej - Warszawa - DOK I
- Wytwórnia Amunicji Karabinowej - Warszawa - DOK I
- Centralne Warsztaty Kuchni Polowych - Rzeszów - DOK X